# Клайнбодунген
Клайнбодунген (нем. Kleinbodungen) — община в Германии, в земле Тюрингия. 
Входит в состав района Нордхаузен.  Население составляет 381 человек (на 31 декабря 2010 года). Занимает площадь 5,22 км².